# Korg PS 900
De Korg PS 900 (ook bekend als Korg 900PS) is een analoge synthesizer, geproduceerd door Korg in 1975.
De PS 900 is een zogenaamde preset-synthesizer waar 29 vooraf geprogrammeerde klanken in zitten, en waaraan men weinig of niets kan veranderen. Er is een aantal schuiven aanwezig waarmee klankelementen beïnvloed kunnen worden, zoals vibrato, attack, sustain, harmonie, en Traveler Control (een kantelfrequentie van de VCF).

## Touch Bar
Onderscheidend aan de Korg PS 900 is de touch-bar (metalen staaf vooraan het toetsenbord).
Door middel van schakelaars kan men instellen dat deze bij aanraking portamento, vibrato, forte, repeat (herhalen van de noot) of pitch (halve noot lager) inschakelt.

## Afbeeldingen

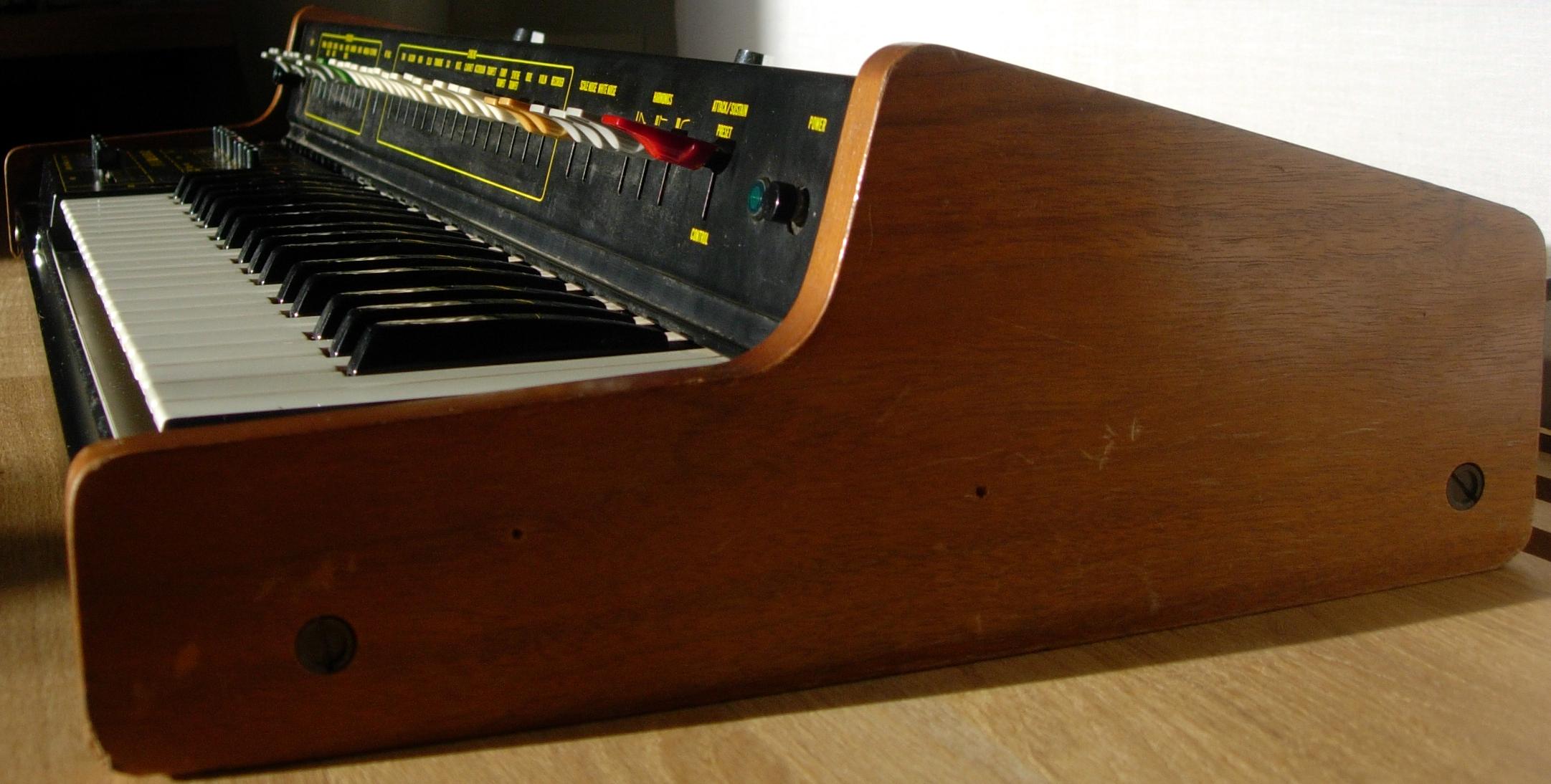
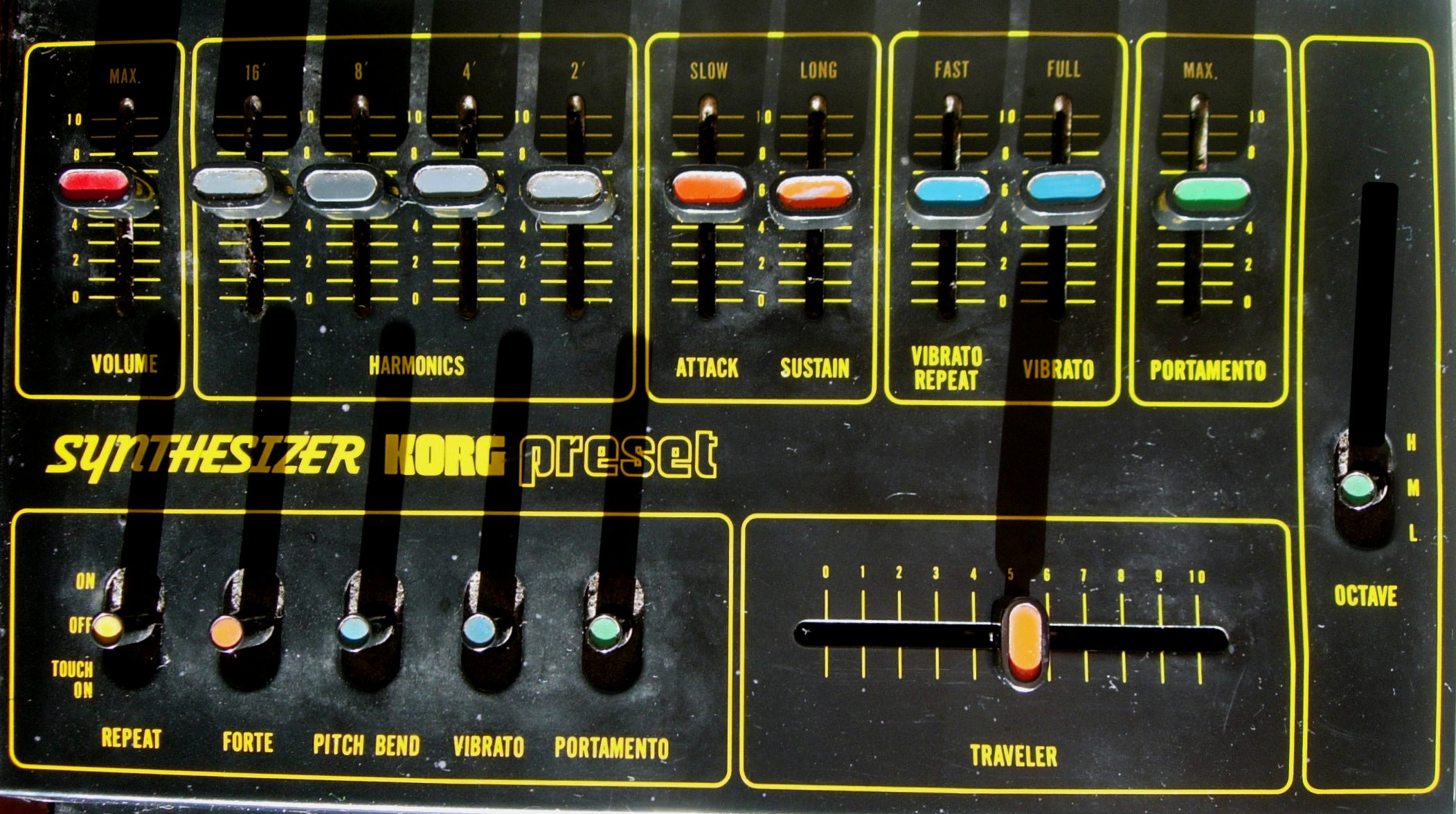